# Base aérienne Marco-Fidel-Suárez
La base aérienne Marco-Fidel-Suárez (en espagnol : Base Aérea Marco Fidel Suárez) est une base aérienne située à Cali, dans le département de Valle del Cauca, en Colombie. Elle est assignée à la Force aérienne colombienne. Elle tient son nom de Marco Fidel Suárez, ancien président de la Colombie.

## Caractéristiques
La base aérienne se trouve à une altitude de 965 mètres. Elle possède une piste d'atterrissage de direction 6/24, recouverte d'asphalte sur une surface de 1 900 × 30 m,.